# Сапарева-Баня
Сапарева-Баня (болг. Сапарева баня) — город в Болгарии. Находится в Кюстендилской области (Юго-Западная Болгария), в 60 км от Кюстендила и 90 км от Софии, в 15 км к востоку от города Дупница. Входит в общину Сапарева-Баня. Население составляет 3,8 тыс. человек.
Город, как и окружающая местность, известен своими минеральными источниками. Здесь находится самый горячий в Европе источник минеральной воды (103°C). До города Сапарева-Баня удобнее всего доехать по международной автомагистрали E 79.

## Известные личности
Здесь в 6 веке н. э. родился византийский военачальник Велизарий.

## Политическая ситуация
Кмет (мэр) общины Сапарева-Баня — Сашо Кирилов Иванов (независимый) по результатам выборов в правление общины.

## Фотогалерея
- Гейзер в Сапарева-Баня
- Гейзер в Сапарева-Баня
- Здание администрации в Сапарева-Баня
- Средневековая православная церковь Святого Николая в Сапарева-Баня[англ.] в Сапарева-Баня